# Голос памяти
«Голос памяти» — советский короткометражный научно-фантастический фильм 1982 года, снятый режиссёром Виктором Жилко по рассказу Рэя Брэдбери «Будет ласковый дождь».

## Сюжет
Одна из западных стран. В дружной и счастливой семье обитает робот Рейн. Он обслуживает хозяев, играет с детьми. Но однажды происходит ядерная катастрофа, и все, кроме Рейна, погибают. Теперь он один "живёт" в доме. Рейн слышит голоса исчезнувших хозяев, крики и смех погибших детей и продолжает «по привычке» исполнять прежние обязанности, исправно неся службу.

## Создание
Виктор Жилко следует традициям отечественной философской кинофантастики, заложенным Андреем Тарковским. Для съёмок он пригласил на главные роли Николая Гринько («Солярис», «Сталкер») и ансамбль балтийских актеров с «западной» внешностью. Несмотря на то, что фильм описан в нескольких специализированных энциклопедических изданиях, сведений о нём мало. В настоящее время, фильм относят к утерянным.

## Критика
"... лаконично и изобретательно показан идиотизм технологической цивилизации в отсутствии тех, кто ее создал... "

## В ролях
- Николай Гринько — робот Рейн
- Юрис Стренга — мужчина
- Файме Юрно — женщина
- Тамбет Юрно — ребёнок
- Александр Жилко — ребёнок

## Съёмочная группа
- Сценарист — Георгий Николаев
- Режиссёр-постановщик — Виктор Жилко
- Оператор-постановщик — Богдан Вержбицкий
- Художник-постановщик — Лариса Жилко
- Композитор — Георгий Дмитриев
- Звукооператор — Г. Калашникова
- Режиссёр — В. Чернолих
- Оператор — В. Бердашкевич
- Костюмер — Г. Фомина
- Гримёр — Л. Колотовникова
- Монтаж — В. Арефьева
- Ассистенты режиссёра — Г. Горпинченко, Г. Тальянская и Е. Юревич
- Ассистент оператора — Г. Красноус
- Комбинированные съёмки — Ю. Лемешев
- Художник — А. Доценко
- Редактор — В. Малыгин
- Директор картины — Т. Лисичкина
- Музыка — Государственный симфонический оркестр Украинской ССР
- Дирижёр — Фёдор Глущенко
- Производство — «Мосфильм» и «Киевская киностудия им. А. П. Довженко»
- Премьера — 13 июля 1984, СССР[7]
- Длительность — 27 минут[8]